# ࢰ
Gāf trait renversé ‹ ࢰ › est une lettre additionnelle de l’alphabet arabe anciennement utilisée dans l’écriture du tatar de Crimée, du turc ottoman, du lak et du tchétchène. Elle est composée d’un kāf ouvert ‹ ک › diacrité d’un trait sous sa barre, et n’est pas à confondre avec le gaf ‹ گ › avec un trait par-dessus la barre.

## Utilisation
En tatar de Crimée, ‹ ࢰ › a représenté une consonne spirante palatale voisée /j/.
En turc ottoman, ‹ ࢰ › (yayi kef en turc) a représenté une consonne spirante palatale voisée /j/ étymologique, et est le plus souvent remplacé par le kāf ouvert ‹ ک ›. Par exemple, eğer (« si ») était écrit ‹ اࢰ‍ر › ou ‹ اکر ›.
Il était aussi utilisé pour représenter une consonne fricative labio-dentale voisée /v/, aussi souvent remplacé par le kāf ouvert ‹ ک ›. Par exemple güveç (« djuwetsch ») était écrit ‹ كوࢰ‍ج › ou ‹ کوکج ›.
En lak et tchétchène, ‹ ࢰ › a représenté une consonne occlusive éjective vélaire /kʼ/.